# Grand Prix Formule 1 van Europa 2003
De Grand Prix Formule 1 van Europa 2003 werd gehouden op 29 juni op de Nürburgring in Nürburg.

## Uitslag
| Positie | Nummer | Rijder                | Team               | Ronden | Tijd/Opgave     | Startplaats | Punten |
| ------- | ------ | --------------------- | ------------------ | ------ | --------------- | ----------- | ------ |
| 1       | 4      | Ralf Schumacher       | Williams-BMW       | 60     | 1:34:43.622     | 3           | 10     |
| 2       | 3      | Juan Pablo Montoya    | Williams-BMW       | 60     | +16.821         | 4           | 8      |
| 3       | 2      | Rubens Barrichello    | Scuderia Ferrari   | 60     | +39.673         | 5           | 6      |
| 4       | 8      | Fernando Alonso       | Renault            | 60     | +1:05.731       | 8           | 5      |
| 5       | 1      | Michael Schumacher    | Scuderia Ferrari   | 60     | +1:06.162       | 2           | 4      |
| 6       | 14     | Mark Webber           | Jaguar Racing      | 59     | +1 Ronde        | 11          | 3      |
| 7       | 17     | Jenson Button         | BAR-Honda          | 59     | +1 Ronde        | 12          | 2      |
| 8       | 9      | Nick Heidfeld         | Sauber - Petronas  | 59     | +1 Ronde        | 20          | 1      |
| 9       | 10     | Heinz-Harald Frentzen | Sauber - Petronas  | 59     | +1 Ronde        | 15          |        |
| 10      | 15     | Antônio Pizzonia      | Jaguar Racing      | 59     | +1 Ronde        | 16          |        |
| 11      | 12     | Ralph Firman          | Jordan-Ford        | 58     | +2 Rondes       | 14          |        |
| 12      | 11     | Giancarlo Fisichella  | Jordan-Ford        | 58     | +2 Rondes       | 13          |        |
| 13      | 18     | Justin Wilson         | Minardi - Cosworth | 58     | +2 Rondes       | 19          |        |
| 14      | 19     | Jos Verstappen        | Minardi - Cosworth | 57     | +3 Rondes       | 18          |        |
| 15      | 5      | David Coulthard       | McLaren - Mercedes | 56     | +4 Rondes       | 9           |        |
| Ret     | 21     | Cristiano da Matta    | Toyota             | 53     | Motor           | 10          |        |
| Ret     | 16     | Jacques Villeneuve    | BAR-Honda          | 51     | Versnellingsbak | 17          |        |
| Ret     | 7      | Jarno Trulli          | Renault            | 37     | Oliedruk        | 6           |        |
| Ret     | 20     | Olivier Panis         | Toyota             | 37     | Gespind         | 7           |        |
| Ret     | 6      | Kimi Räikkönen        | McLaren - Mercedes | 25     | Motor           | 1           |        |

## Wetenswaardigheden
- Kimi Räikkönen lag aan de leiding toen zijn Mercedes-motor opblies in ronde 25, wat hem later het coureurskampioenschap kostte aan Michael Schumacher, die slechts 2 punten meer scoorde. Het was ook de enige mechanische uitval van Räikkönen in 2003.

## Statistieken
| Snelste ronde | Kimi Räikkönen | McLaren - Mercedes | 1:32.621 |

## Noot
- Dit was de eerste pole position voor Kimi Räikkönen.
- Vijfde Grand Prix-winst voor Ralf Schumacher.

Als eretitel: 1923 (Italië) · 1924 (Frankrijk) · 1925 (België) · 1926 (San Sebastián) · 1927 (Italië) · 1928 (Italië) · 1930 (België) · 1947 (België) · 1948 (Zwitserland) · 1949 (Italië) · 1950 (Groot-Brittannië) · 1951 (Frankrijk) · 1952 (België) · 1954 (Duitsland) · 1955 (Monaco) · 1956 (Italië) · 1957 (Groot-Brittannië) · 1958 (België) · 1959 (Frankrijk) · 1960 (Italië) · 1961 (Duitsland) · 1962 (Nederland) · 1963 (Monaco) · 1964 (Groot-Brittannië) · 1965 (België) · 1966 (Frankrijk) · 1967 (Italië) · 1968 (Duitsland) · 1972 (Groot-Brittannië) · 1973 (België) · 1974 (Duitsland) · 1975 (Oostenrijk) · 1976 (Nederland) · 1977 (Groot-Brittannië)
Als alleenstaande race: 1983 · 1984 · 1985 · 1993 · 1994 · 1995 · 1996 · 1997 · 1999 · 2000 · 2001 · 2002 · 2003 · 2004 · 2005 · 2006 · 2007 · 2008 · 2009 · 2010 · 2011 · 2012 · 2016